# بايناكر
بايناكر هي بلدة في هولندا مقاطعة جنوب هولندا. تقع على بعد 4 كم شرق مدينة دلفت، في بلدية باين آكر- نوتدورب.

## أعلام
- دانيك سنيلدير